# Диненно, Хуан
Хуан Игнасио Диненно Де Кара (исп. Juan Ignacio Dinenno De Cara; родился 28 августа 1994 года, Росарио, Аргентина) — аргентинский футболист, нападающий клуба «Крузейро».

## Биография
Диненно — воспитанник клуба «Расинг». 13 октября 2013 года в матче против «Эстудиантеса» он дебютировал в аргентинской Примере. 16 ноября в поединке против «Кильмеса» Хуан забил свой первый гол за «Расинг». Летом 2014 года Диненно на правах аренды перешёл в «Темперлей». 9 августа в матче против «Уракана» он дебютировал в аргентинской Примере B. 24 августа в поединке против «Патронато» Хуан забил свой первый гол за «Темперлей». По итогам сезона Диненно помог клубу выйти в элиту.
В начале 2016 года Хуан перешёл в «Альдосиви» на правах аренды. 6 февраля в матче против «Олимпо» он дебютировал за новый клуб. 23 апреля в поединке против «Олимпо» Диненно забил свой первый гол за «Альдосиви».
В начале 2017 года Диненно был отдан в аренду в эквадорский «Депортиво Куэнка». 29 января в матче против гуаякильской «Барселоны». В этом же поединке Хуан забил свой первый гол за «Депортиво Куэнка». В матчах Южноамериканского кубка против боливийского «Ориенте Петролеро» он забил по голу. В начале 2018 года Диненно на правах аренды присоединился к гуаякильской «Барселоне». 17 февраля в матче против «Универсидад Католика» из Кито он дебютировал за новую команду. В этом же поединке Хуан забил свой первый гол за «Барселону». 7 марта в матче Южноамериканского кубка против парагвайского «Хенераль Диас» он отметился забитым голом.

## Достижения
Личные
- Символическая сборная Лиги MX: Апертура 2020[14]
- Лучший бомбардир Лиги чемпионов КОНКАКАФ: 2022[15]
- Член символической сборной Лиги чемпионов КОНКАКАФ: 2022[16]
- Участник матча всех звёзд Лиги MX: 2022[17]